# Томіліно
Томі́ліно (рос. Томилино) — селище міського типу у складі Люберецького міського округу Московської області, Росія.

## Населення
Населення — 30605 осіб (2010; 28545 у 2002).

## Персоналії
- Донська-Присяжнюк Віра Артемівна (1929—1984) — радянська російська акторка театру і кіно.